# 唐山银行

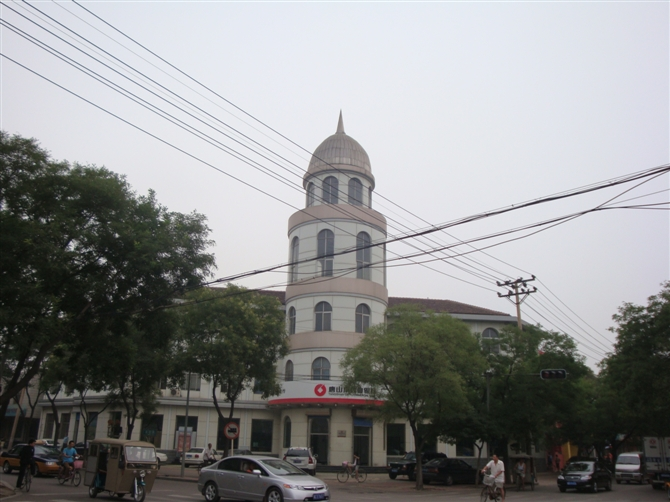
唐山市商业银行时期的一家支行

唐山银行股份有限公司，简称唐山银行、唐行，成立于1998年6月，是一家国有控股股份制商业银行。